# Blagoje
Blagoje (serbe : Благоје) est un prénom serbe de genre masculin.
- Blagoje Adžić (* 1932, Pridvorica, Gacko)
- Blagoje Marjanović (1907, Beograd – 1984, Beograd)